# Іоано-Богословський храм (Харків)
Храм апостола і євангеліста святого Іоана Богослова — храм Православної церкви України, один з найбільших у Харкові храмів, пам'ятка історії та культури другої половини XIX століття.
Храм збудований 1885 року на місці давнішої дерев'яної церкви. Закритий більшовиками 1930 року, перетворений на склад і занедбаний. 1991 року відновив роботу як храм УАПЦ. 2008 перейшов до УПЦ КП, а 2018 разом із нею увійшов до складу ПЦУ.
При храмі діє недільна школа для дітей.

## Опис

Проєкт храму 1879 року

Церква поєднує візантійський та неокласичний стилі, що було типовим для тогочасних храмів Слобожанщини. Це хрестово-купольний храм з великим куполом та дзвіницею, приєднаною до будівлі через знижений бабинець.
Головний фасад будівлі містить грановані пілястри, які завершуються фризом і карнизом. Три бокові фасади (північного і південного рамен храму та вівтарної частини) завершуються трикутними фронтонами. Фасади мають аркові вікна з пілястрами класичного стилю.
Купол храму спирається на восьмигранний барабан з арковими вікнами.
Дзвіниця триярусна, перші два яруси за оздобленням подібні до фасаду, а третій ярус та шатро оформлені за принципом церков XVII століття «восьмерик на четверику». Обабіч аркових отворів дзвонів знаходяться коринфські пілястри.

## Історія

### Колишні дерев'яні церкви
Харківський район Іванівка, в якому розташований храм, виник як слобода не пізніше середини XVII сторіччя, але до 1930-х років не входив до меж міста. Перша згадка про освячення дерев'яного храму Іоана Богослова в Іванівці датується 1680 роком. У 1762 році на вулиці Великій Панасівській була збудована нова дерев'яна церква, що в 1830 році була повністю відреставрована.

### Будівництво кам'яної церкви

Храм у 1900-ті роки

1879 році на місті дерев'яної церкви Іоана Богослова заклали нову кам'яну церкву того ж імені. Офіційно будівництво велося за кошти парафіян, але, ймовірно, гроші було надано власником заводу олійних фарб купцем Ващенком та власником хімічного заводу купцем В. І. Пащенком-Тряпкіним.
Храм будувався за проєктом єпархіального архітектора Харківської єпархії Федора Івановича Данилова.
3 листопада 1885 року храм був освячений. Він мав три престоли: головний — святого апостола і євангеліста Іоана Богослова, з правого боку — в ім'я Різдва Пресвятої Богородиці, що був освячений 8 липня 1888 році, ліворуч — в ім'я святого Феодосія, архієпископа Чернігівського, та Преподобного Серафіма Саровського, який освятили 24 жовтня 1904 року.

### Закриття храму радянською владою
Після Жовтневої революції та Громадянської війни діяльність церковної громади відновилась 17 квітня 1921 року. Тоді відбулася реєстрація громади в комісії по відділенню церкви від держави при окрвиконкомі Харківської губернії. У 1924 року за храм змагаються дві ворогуючі течії тогочасного московського православ'я, — тихонівці та обновленці, — з почерговим захопленням храму прихильниками обох течій. З 1925 по 1927 рік громада храму збільшилася із 30 до 797 парафіян.
У 1930 році храм зачинили, а парафію розформували. У 1932 будівлю отримує у розпорядження секція транспорту та зв'язку при міськраді для зносу. Однак будівлю не зносять, а перетворюють на склад для господарських товарів. Хрести були зняті, шатро дзвіниці знесено, а третій ярус дзвіниці пошкоджено при демонтажі дзвонів. Під час Німецько-радянської війни верхній ярус дзвіниці був повністю зруйнований, бо був зручною точкою для обстрілу залізниці та вокзалу Харків-Пасажирський. Наступні пів століття будівля залишалась занедбаної та поступово руйнувалася. Паперть головного входу була сильно пошкоджена, баня та дахи зруйнувалися, на склепіннях росли трава й дерева. Зникли південний і північний фронтони та сходи під ними. Майже весь інтер'єр церкви був знищений за винятком слідів фресок. За даними «УкрНДІпроектреставрації», будівля була зруйнована на 70 %.

### Відродження храму в незалежній Україні
Відновлення церкви почалось з того, що в 1990 або 1991 роках викладачі Харківського університету Віктор Маринчак та Юрій Ісіченко спільно зі слухачами їхніх релігійних курсів утворили Українське православне братство ім. Андрія Первозваного, і їх підтримали львівські священники, які хотіли допомогти відновити в Харкові Українську автокефальну православну церкву. 16 липня 1991 року пройшли установчі збори релігійної громади, а 14 серпня 1991 року Харківська обласна адміністрація зареєструвала громаду і зобов'язала «Харківгоспторг» до 10 вересня 1991 року звільнити зайняту під склад будівлю церкви Святого Іоана Богослова й передати її громаді. Перше богослужіння пройшло 19 серпня 1991 року, ще ззовні під мурами храму. А 21 вересня 1991 року архієпископ Антоній освятив храм.

Меморіал на честь героїв Небесної сотні і жертв теракту 2015 року

В перші місяці богослужінь дах храму залишався пошкодженим, в будівлю потрапляли дощ і сніг, сипалася штукатурка, церковного приладдя не було. У 1992 році американський священик Володимир Пашко, який бачив перші богослужіння в храмі, зібрав кільканадцять тисяч доларів на відбудовування храму, що дозволило зробити м'яку покрівлю над приміщенням, полагодити купол, придбати жертовник, престол і запрестольний хрест.

З 14 травня 2006 року храм перебував в складі Української православної церкви Київського Патріархату, а в грудні 2018 року разом із нею увійшов до складу Православної церкви України.

Меморіал на честь героїв Російсько-української війни

На стінах храму були встановлені меморіальні таблички на честь героїв Небесної сотні, жертв теракту 2015 року під час Маршу єдності в Харкові, героїв Російсько-української війни.
9 вересня 2022 року на територію храму прилетіла російська ракета «Ураган», пошкодивши вікна й частину даху.